# Saint-Laurent-sur-Sèvre
Saint-Laurent-sur-Sèvre település Franciaországban, Vendée megyében. Lakosainak száma 3613 fő (2022. január 1.). Saint-Laurent-sur-Sèvre Mauléon, Mortagne-sur-Sèvre, Saint-Malô-du-Bois, Treize-Vents és Chanverrie községekkel határos.

## Népesség
A település népessége az elmúlt években az alábbi módon változott:
| Lakosok száma | 3573 | 3607 | 4148 | 3617 | 3620 | 3689 | 3724 | 3664 | 3613 |
|               | 2013 | 2015 | 2016 | 2017 | 2018 | 2019 | 2020 | 2021 | 2022 |